# Cikel hranil
Cikel hranil (ali ekološko recikliranje) je gibanje in izmenjava organskih in anorganskih snovi nazaj v proizvodnjo hranil. Proces je reguliran s hranili, ki se pretvorijo v minerale. Cikel hranil se pojavlja v ekosistemih. Ekosistemi so med seboj povezani sistemi, v katerih se snovi in energija izmenjavata kot prebavljena hrana za organizme. Minerali in hranila se kopičijo z različno gostoto in neenakomerno konfiguracijo po vsem svetu. Lokalna reciklaža ekosistema pretvarja mineralne snovi v biomaso in v večjem obsegu sodelujejo pri globalnem sistemu vhodov in izhodov, kjer se izmenjujejo in prenašajo prek večjega sistema biogeokemičnih ciklih. Delci se reciklirajo v raznovrstne biotske delce kot so drobni pesek, minerali, vodni stebri in površinski delci. Ekologi poročajo o ekološkem recikliranju organizmov, o biociklih, o biogeokemičnem recikliranju, o naravnem recikliranju ali samo recikliranju glede na delo narave. Globalni biogeokemični cikli opisujejo naravno dogajanje in izmenjavo vseh trdih delcev s pomočjo živečih in neživečih komponent na zemlji. Naravni cikel se nanaša na biorazlične komponente sistemskih hranil, kjer se organske snovi ali voda vračajo nazaj v proizvodnjo. Razlika je v stopnji primerjave med naravnim ciklom hranjenja in globalnim biogeokemičnim ciklom sončne energije, ki prehaja v ekosistem indirektno in neciklično, medtem ko je gibanje mineralnih snovi ciklično. Mineralni cikli vključujejo ogljikov cikel, cikel žvepla, dušikov cikel, vodni cikel, fosforjev cikel, cikel kisika. Izvajajo se tudi drugi cikli, skupaj z drugimi mineralnimi snovmi v produktivno ekološko predelavo. Globalni biokemični cikel je vsota produktov lokalnih ekoloških recikliranj, ki urejajo delovanje hranljivih delcev iz ene živeče generacije na naslednjo. Zemeljski ekosistemi so reciklirane mineralne hranilne snovi trajno obstojne milijardo let. 

## Ciklus hranil
Cikel hranil je sistem za recikliranje narave. Vse oblike, ki se reciklirajo so povratne znamke, ki se uporabljajo za energijo v procesu, kjer se material vrača nazaj v uporabo. Recikliranje v ekologiji je v veliki meri urejeno skozi proces razgradnje. Ekosistem uporablja raznovrstna hranila za reciklažo naravnih snovi kot so minerali, ki vklučujejo rodovitnost. Recikliranje v naravnih sistemih je eden od mnogih ekosistemskih storitev, ki ustvarjajo in prispevajo k blaginji človeške socialnosti.

Obstajajo povezave med terminoma biogeokemični cikel in naravni cikel. V mnogih zapiskih sta ta dva termina obravnavana pogojno, ki se pogosto pojavljata samostojno. Cikel hranil se pogosto uporablja neposredno znotraj sistemskega cikla, kjer ekosistem deluje kot celota oziroma enota. S praktičnega vidika, ni smiselno ocenjevati zemeljski ekosistem, kjer se upošteva celoten stolpec zraka nad njimi, pa tudi globina zemlje pod njo. Medtem, ko ekosistem pogosto nima začetne meje, kot delovni model. Je praktično, funkcionalna skupnost, kjer se večina snovi in energija prenaša.
Cikel hranil se pojavlja v ekosistemih, ki sodelujejo v večjih biogeokemičnih ciklih na zemlji prek sistema vhodov in izhodov.

## Končane in zaprte zanke
Ekosistemi so sposobni popolnega recikliranja. Celotno recikliranje pomeni, da so lahko 100% odpadne snovi obstojne za nedoločen čas. S tem se je ukvarjal Howard T. Odum, ki pravi, da je ta trditev dobro razvidna iz ekoloških in geoloških sistemov, saj lahko vse kemijske elemente in številne organske snovi, ki se nabirajo v živih organizmih iz same skorje ali oceanske koncentracije brez omejitve koncentrirajo tako dolgo, kot je na voljo sončna ali drugi vir potencialne energije. Leta 1979 je Nickolas Georjescu-Roegen predlagal 1/4 zakona o entropiji, ki navaja, da je popolno recikliranje nemogoče. Vendar je bil kljub obsežnim raziskavam ta zakon o entropiji zavrnjen.. Spet drugi avtorji menijo, da je celotna reciklaža odpadnih snovi nemogoča..
Vendar pa nekateri avtorji navajajo, da je popolno recikliranje tehnoloških odpadkov nemogoče. Poenostavljeno ponazarjajo tri prehranjevalne verige hranjenja {proizvajalci - rastlinojedci - mesojedci}. Gibanje mineralnih hranil preko prehranjevalne verige v mineralnih bazenih in nazaj v prehranjevalni sistem, prikazuje ekološko reciklažo. Pretok energije je enosmeren in necikličen. Ekosistemi uporabljajo zaprte zanke za recikliranje, kjer se povpraševanje po hranilnih snoveh, ki prispevajo k rasti biomase, preseže v sistem.
Obstajajo regionalne in prostorske razlike v stopnjah rasti in izmenjave gradiva, kjer nekateri ekosistemi potrebujejo dodatni vir hranil. Te razlike se nanašajo na podnebje, topografske spremembe in geološke zgodovine. V zvezi s hranljivostjo je cikel opredeljen kot usmerjeno zaporedje ene ali več povezav in se konča na isti vrsti. Primer je mikrobno prehranjevanje v oceanih, kjer bakterije izkoriščajo in nadrivajo praživali, vklučno z Heterotrophie microflageles. Te izločajo snovi, ki jih nato uporabljajo bakterije, zato sistem deluje bolj ali manj v zaprtem krogu.
Velik del elementov, ki sestavljajo žive organizme prebivajo v njih samih, saj je zemeljski bazen teh elementov omejen. Je povsem očitno, da se vedno znova in znova vključujejo v različnih bioloških oblikah istega materiala.

## Ekološko recikliranje
Primer ekološke reciklaže je v encimski razgradnji celuloze. Ta je ena najbolj bogatih organskih snovi na zemlji. Je glavni polisaharid in je del celične stene. Celuloza sodeluje pri naravnem ekološkem rastlinskem recikliranju."
Ekosisteme razlikujemo v stopnjah recikliranja odpadkov, ki pri tem ustvarjajo kompleksne povratne informacije o dejavnikih kot so konkurenčne vrste rastlin. Različne ekološke reciklaže zapuščajo za seboj veliko vpliva na okolje, ki vpliva naprej na razvoj ekosistemov. Hranila so reciklirana tako od majhnih kot tudi do velikih bitij. To počnejo s svojim gibanjem. Ekološko recikliranje se lahko izvaja le v ekološkem kmetijstvu, saj se hranila bistveno razlikujejo od drugih kmetijskih dejavnosti. Ekološke kmetije, ki imajo ekosistemsko recikliranje imajo večjo raven biotske raznovrstnosti in imajo drugačno strukturo prehranjevalnega razkroja.

### Ekosistemski inženiring
Vztrajna zapuščina okoljske povratne informacije, ki so jo pustili za seboj organizmi je znana, kot gradbena niša ali ekosistemski inženiring.Mnoge vrste pustijo za seboj učinek tudi po njihovi smrti, kot so koralni okostnjaki ali kot habitat obsežne spremembe vodnih površin, katere za seboj pusti bober.
Katerega sestavni deli so reciklirani in ponovno uporabljeni preko potomcov in drugih vrst, katere živijo pod drugačnim selektivnim režimom. Ekosistemski inženirji s svojimi dejanji lahko vplivajo na stopnjo  učinkovitosti kroženja hrane. Deževniki, na primer pasivno in mehansko spreminjajo sestavo tal. Posmrtni ostanki črvov pasivno prispevajo mineralna hranila zemlji. Prav tako črvi mehansko spreminjajo fizično strukturo tal. Medtem ko se plazijo, prebavljajo zemljo in pridelujejo najfinejše gnojilo za vrtne rastline v obliki kupčkov, ki jih odlagajo na površje. S to aktivnostjo pa se hranila transportirajo v mineralne sloje tal. Črvi zavržejo odpadke, ki nastanejo pri gnojilu, saj vsebujejo neprebavljene materiale, kjer se bakterije in ostali razkrajevalci hranijo. Deževnik tako igra ogromno vlogo, saj je ekosistem odvisen od njihove sposobnosti za ustvarjanje povratne zanke v procesu recikliranja.

## Zgodovina
Kroženje hranil ima zgodovinsko oporo v zapiskih Charlesa Darwina, ki je pisal o pomembnosti delovanja deževnikov. Darwin je pisal o "the continued movement of the particles of earth". Še pred tem, je leta 1749 Carl Linnaeus napisal "the oeconomy of nature we understand the all-wise disposition of the creator in relation to natural things, by which they are ?tted to produce general ends, and reciprocal uses" v sklicevanju na ravnovesje v naravi, v svoji knjigi Oeconomia Naturae.
V tej knjigi je zajel pojem v ekološkem recikliranju. Zapisal je: " Vzajemne uporabe " so ključ celotne ideje, kajti smrt in uničenje ene stvari bi morala biti vedno povrnjena z rojstvom in razvojem nove. Tako plesen razgrajuje ostanke odmrlih rastlin ter s tem bogati zemljo in potem zemlja omogoči ponoven razvoj rastlin. Osnovna ideja ravnovesja v naravi pa se lahko izsledi vse nazaj do starih Grkov:...Demokrit, Epikur, in njihove Roman  učenec Lucretius..
Po Grkih je zamisel o hidrološkem krogu (voda se šteje kot hranilo) potrdil Halley leta 1687. Dumas in Boussingault (1844) sta priskrbela ključni dokument, ki je priznan s strani nekaterih biokemikov. Od 1836-1876, je Jean Baptiste Boussingault pokazala prehranske potrebe po mineralih in dušiku za rast in razvoj rastlin. Pred tem pa so vplivni kemiki bili nasprotnega mnenja.Ferdinand Cohn je še ena vplivna osebnost , leta 1872 je Cohn predstavi cikel življenja kot celotno ureditev narave, v katerem razloži, da organski ostanki mrtvih organizmov proizvajajo življenjsko pomembne materiale. " Količina materiala, ki je potrebna za novo življenje je omejena ". Tako da mora obstajati večni obtok, ki neprestano kroži in iz delcev mrtvih organizmov pretvarja hranilno snov za nove organizme. Te ideje sitentizirajo raziskave magistra Sergeja Vinogradskii 1881-1883.

### Razlike v terminologiji
Leta 1926 je Vernadsky skoval izraz biogeokemija, ki je sub-disciplina geokemije. Vendar pa se je izraz krogotok hranil  pojavil že pred biogeokemijo, v brošuri o gojenju gozdov leta 1899. Ta pravi: " Te zahteve pa ne pretehtajo dejstva, da kjer je dovolj velika količina humusa, in kjer v primeru neprekinjene razgradje odpadkov, je prisoten hranilen humus, so prav tako navoljo zadostne količine hranil tudi za biogenski krogotok hranil neposekanih dreves." Pojavile so se tudi še druge uporabe in variacije na terminologijo, ki se nanašajo na proces kroženja hranil skozi zgodovino.
- Izraz kroženje mineralov se pojavi zgodaj v leto 1935, kot sklicevanje na pomembnost mineralov v rastlinski filozofiji.

- Izraz  recikliranje hranil se pojavi v dokumentu o ekologiji hranjena drevesnih štorkelj leta 1964.

- Izraz naravni cikel se pojavi leta 1968 v dokumentu o prevozu odpadkov listja in kemijskih elementov za obravnavo upravljanju ribištva.

- Izraz ekološko recikliranje se pojavi v članku o " prihodnosti vloge ekologije za ustvarjanje različnih modulov namenjenih za življenje v ekstremnih okoljih kot so vesolje ali pod morjem. "

- Izraz bio-recikliranje se pojavi v dokumentu o recikliranju organskega ogljika v oceanih leta 1976.

Voda je tudi hranilo. Nekateri avtorji se tako nanašajo na recikliranje padavin, "..., izhlapevanje padavin prispeva k padanju novih padavin v regiji " Te variacije na temo kroženja hranil še naprej uporabljajo in se nanašajo na vse procese, ki so del globalnih biogeokemičnih ciklov. Vendar pa se avtorji pogosto sklicujejo na naravne, organske, ekološke, ali bio-reciklirane, kot delo narave, ki se uporablja v ekološkem kmetovanju ali ekoloških kmetijskih sistemih."

## Recikliranje v novih ekosistemih
Neskončna vrsta tehnoloških odpadkov se kopiči v različnih prostorskih konfiguracijah po vsem planetu in se spremeni v plenilca v naših tleh, naših potokih in naših oceanih.  Podobno zamisel je izrazil že ekolog Paul Sears leta 1954. " Mi ne vemo ali naj cenimo gozdove kot vir nujno potrebnih surovin in drugih koristi, ali pa da ga odstranimo za prostor, ki ga zaseda. Sami pričakujemo, da bo reka služila kot vena in arterija, ki bo odplakovala odpadke in prinašala uporane surovine v istem kanalu. Narava sama pa je že zdavnaj zavrgla ta nesmisel o odvajanju strupenih odpadkov in hranilnih snovi v istem plovilu."  Ekologi uporabljajo populacijsko ekologijo, da modelirajo onesnaževalce na konkurente ali plenilce. Rachel Carson je bila pionir na tem področju, kot je njena knjiga Nema pomlad inspiracija za raziskave na biomagnifikaciji in opozarjanju sveta o nevidnih onesnaževalcih, ki se premikajo v hranilne verige našega planeta.
Za razliko od planetarnega ekosistema, tehnologija ni zmanjšala negativnega učinka na planetarne vire. Samo 7% vseh odpadkov, plastike je reciklirane v industriji, ostalih 93% pa nikoli ne pride v industrijski reciklažni obtok in je domnevno absorbiran v naravni reciklažni sistem. V nasprotju s tem  in v zelo obsežnem času je naravni ekosistem vzdrževal konstantno ravnovesje. Taka uravnotežena reciklažna učinkovitost pa pomeni, da je proizvodnja razpadajočega odpadnega materiala presegla stopnjo reciklažne porabe v prehranjevalni verigi v enaki meri kot fosilna goriva, ki pa so že izven razkrojevalne verige.  
Mikroplastika in nanosrebrni materiali tečejo in krožijo skozi ekosistem od onesnaževanja in odslužene tehnologije. S tem pa so že prispeli na listo nastajajoča ekološka vprašanja. Na primer, edinstvene združbe morskih mikrobov prebavljajo plastiko, ki se kopiči v svetovnih morjih. Odvržena tehnologija je absorbirana v tla, tam ustvari nove razrede zemlje, ki se imenujejo s tujko "technosols".. Mikroorganizmi imajo pomembno vlogo pri odstranitvi sintetičnih organiskih spojin iz okolja, okrepljeni z reciklažnim mehanizmom, ki ima zapletene biorazgradljivne poti. Učinek sintetičnih materialov, kot so nanodelci in mikroplastika je na ekoloških sistemih recikliranja navedena kot ena od glavnih skrbi za ekosistem v tem stoletju.

### Tehnološko recikliranje
Recikliranje v človeških industrijskih sistemih se razlikuje od ekološkega recikliranja v obsegu kompleksnosti in organizaciji. Industrijski reciklažni sistemi se ne osredotočajo na zaposlovanje ekoloških spletov hrane za recikliranje nazaj v različne vrste tržnega blaga, ampak predvsem zaposlujejo ljudi po tehnološki raznolikosti. Nekateri raziskovalci so se spraševali v predpostavki za te in za druge vrste tehnoloških rešitev. Pod geslom "ekološke učinkovitosti". Na žalost pa so njihove sposobnosti omejene in prihaja do škodljivih ekoloških procesov. Prav tako pa so mnogi tehnoekosistemi konkurenčni in parazitski do naravnih ekosistemov.